# Kod amidže Idriza
Kod amidže Idriza es una película dramática bosnia de 2004 dirigida por Pjer Žalica y escrita por Namik Kabil. Fue la presentación de Bosnia y Herzegovina a los 77.ª Premios de la Academia para el Premio de la Academia a la Mejor Película en Lengua Extranjera, pero no fue nominada.
La película se estrenó el 20 de agosto de 2004.

## Reparto
- Senad Bašić como Fuke
- Mustafa Nadarević como Idriz
- Semka Sokolović-Bertok como Sabira
- Emir Hadžihafizbegović como Ekrem
- Jasna Žalica como Buba
- Nada Đurevska como Begzada
- Izudin Bajrović como Izudin
- Dragan Marinković como Muhamed
- Sanja Burić como Šejla
- Enis Bešlagić como Joven del barrio